# 프로스포론

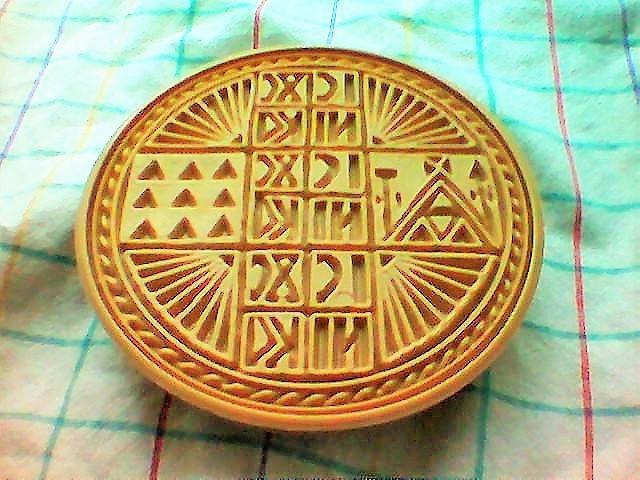
그리스-비잔틴 전통 방식의 프로스포라

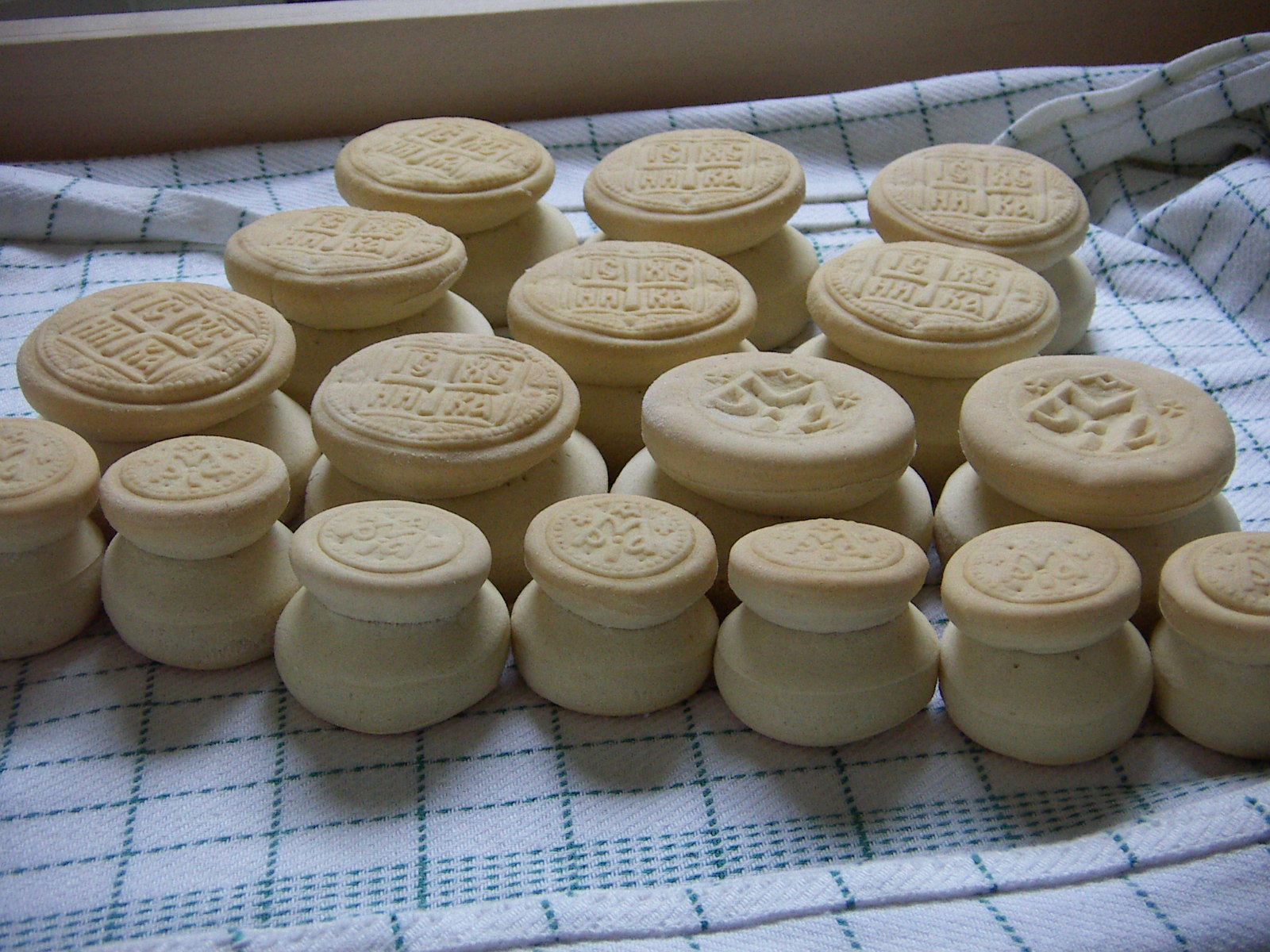
슬라브 전통 방식의 프로스포라

프로스포론(그리스어: πρόσφορον)은 동방 정교회 및 동방 가톨릭교회 전례에 쓰이는 누룩을 넣은 빵을 일컫는다. 복수형으로는 프로스포라(그리스어: πρόσφορα)라고 부른다. 이 용어는 그리스어로 ‘하느님께 바치는 공물’이라는 뜻으로 원래 신전에 바쳐지는 모든 종류의 희생 제물을 의미하는 것이었지만, 나중에는 동방 교회 성찬예배(성찬례) 때 사제와 신자들에게 제공되는 빵을 가리키게 되었다.

## 성찬예배
성찬예배 중 준비 예식(Proskomedia) 부분에서 프로스포론의 중앙 부분에서부터 정육면체로 한 조각을 잘라내는데, 이 조각은 ‘어린양(Amnon)’이라고 부른다. 어린양이라고 부르는 이 부분은 로마 가톨릭교회의 제병에 해당하는 부분으로서, 성찬례 때 사제에 의해 축성되어 그리스도의 몸, 즉 성체로 실체 변화한다. 성찬례 때 사제와 신자들은 모두 이 어린양 조각을 나누어 먹는다. 어린양을 제외한 빵의 나머지 부분은 작은 조각들로 잘라져서 안티도론이라고 불리는데, 마감기도 끝에 사제가 참석자들에게 분배하며 인사한다. 이 빵은 축성되지 않은 빵이기에 정교회 신자가 아닌 사람도 받아먹을 수 있다.
프로스포라는 지역 교회마다 다양한 크기와 형태로 전해지고 있다. 대체로 슬라브 전통에서는 좀더 작은 모양의 자그마한 빵 다섯 개로 이루어진 반면에, 그리스-비잔틴 전통에서는 하나의 거대한 빵으로 만든다. 또한 빵의 겉표면에 찍는 문양은 훨씬 더 복잡하다. 한국 정교회의 프로스포라 역시 그리스-비잔틴 전통 방식을 따르고 있다.
빵의 중심부에 있는 어린양 부분 외에도 성모 마리아(파나기아)의 몫과 성인들의 몫, 살아있는 사람들의 몫, 죽은 사람들의 몫으로 여러 조각들로 잘라 나눈다.

## 베이킹

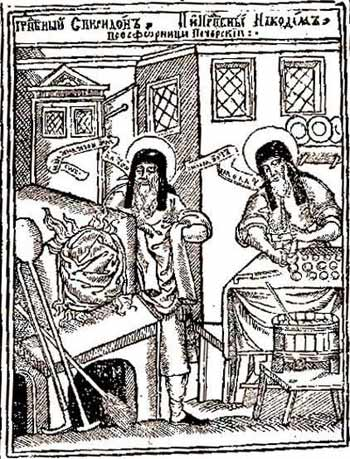
수도원 내 부엌에서 프로스포라를 만들고 있는 성 스피리돈과 성 니코데모스.

프로스포라는 100퍼센트 순수의 고운 최상품 밀가루와 누룩, 소금, 물 이 네 가지 재료로만 만들어진다.
프로스포라는 교회 식구 중에서 신앙심이 깊고 선량한 사람이라면 누구라도 만들 수 있는 자격이 있다. 어떤 본당에서는 여성들이 순번을 정해 교대로 프로스포라를 만들기도 한다. 수도원의 경우, 수도원장이 덕망 높은 수도자 한 명 또는 2인 이상에게 임무를 부과한다.
보통 프로스포라를 만들기 전에 고백성사를 보는 것이 일반적이지만, 꼭 고해성사를 보아야 할 이유는 없다. 프로스포라를 일반적으로 금식기간 중 아침 시간대에 만든다. 그리고 특별히 오직 프로스포라를 만들기 위해서만 사용하는 전용 부엌도구들도 있다. 빵을 만들기 전에 특별히 기도를 바치기도 하는데, 제빵사는 주로 예수 기도를 바치면서 시종일관 깨끗한 정신 상태를 유지하려고 애쓴다. 일반적으로 성찬예배 때 모든 사람에게 돌아갈 정도로 충분한 양의 프로스포라를 만든다.
프로스포라는 누룩이 들어간 도넛 형태의 두 개의 둥근 빵을 위아래로 붙여 한 덩어리로 만든 다음 함께 오븐에 넣어 굽는다. 이는 예수 안에 내재된 신성과 인성의 완전한 일치를 의미하는 것이다. 빵을 굽기 전에 겉 표면 위에 ‘예수 그리스도께서 승리하셨다’라는 뜻의 그리스어 ‘IC XC NIKA’라는 글자가 들어간 십자가 도장을 찍는다. 프로스포라에 새겨진 이 인장은 성찬예배 때 집전 사제가 프로스포라를 성창으로 자를 부위를 알려주는 안내도 역할을 한다.
프로스포라에 새겨진 이 인장은 성찬예배 때 집전 사제가 프로스포라를 성창으로 자를 부위를 알려주는 안내도 역할을 한다.
러시아 정교회, 불가리아 정교회, 세르비아 정교회 등 슬라프 전통을 따라는 정교회에서는 예수가 빵 다섯 개와 물고기 두 마리로 오천 명을 배불리 먹인 기적(마태 14, 14~21 참조)을 기념하여 다섯 개의 작은 프로스포라를 만든다. 반면에 그리스 정교회, 한국 정교회 등 그리스 전통을 따르는 정교회에서는 하나의 거대한 프로스포라를 만든다. 이는 코린토 1서 10장 17절에 나오는 “빵이 하나이므로 우리는 여럿일지라도 한 몸입니다. 우리 모두 한 빵을 함께 나누기 때문입니다.”라는 구절을 근거로 한 것이다.

## 같이 보기
- 제병